# Dmitri Zjdanov
Dimitri Zjdanov (Leningrad, 15 oktober 1969) is een voormalig Russisch wielrenner.

## Levensloop en carrière
Zjdanov werd prof in 1987 en bleef dat tot 1998. In 1988 won hij de Ronde van Lleida, de Ronde van Navarra en Circuit des Ardennes. Ook in de volgende jaren zou hij veel kleine rondes winnen, zoals de Ronde van de Sarthe in 1990, de Ronde van Normandië in 1990 en de Ronde van de Vendée in 1993. In 1992 won hij de Trofeo Pantalica. 

## Resultaten in voornaamste wedstrijden
| Jaar | Ronde van Italië | Ronde van Frankrijk | Ronde van Spanje |
| ---- | ---------------- | ------------------- | ---------------- |
| 1991 |                  | 86e                 |                  |
| 1992 |                  | 38e                 |                  |
| 1993 |                  | 39e                 |                  |
| 1994 |                  | 72e                 |                  |

| Jaar | Milaan-San Remo | Gent-Wevelgem | Ronde van Vlaanderen | Luik-Bast.‑Luik | Ronde van Lombardije |
| ---- | --------------- | ------------- | -------------------- | --------------- | -------------------- |
| 1991 |                 |               |                      |                 | 63e                  |
| 1992 |                 |               |                      | 50e             | 61e                  |
| 1993 |                 | 59e           | 73e                  | 95e             | 58e                  |
| 1994 | 100e            |               |                      | 73e             |                      |

Wielerploegen van Dmitri Zjdanov
Bouwmans ·
de Koning ·
Dhaenens  ·
Fondriest · 
Freuler (tot 31/01) ·
Hanegraaf ·
Heppner ·
Jekimov ·
Knuvers ·
Legrand ·
Lieckens ·
Lubberding ·
Ludwig  ·
Nulens · 
E. Planckaert (tot 30/04) ·
Rozendal · 
Sergeant · 
Strouken · 
van de Vin ·
Van Lancker ·
van Orsouw · 
Vink · 
Wampers ·
Zen ·
Zjdanov ·
J. Planckaert (stagiair) 
Bouwmans ·
de Koning ·
Dhaenens (tot 15/08) ·
Fondriest · 
Hanegraaf ·
Jekimov ·
Knuvers ·
Lubberding ·
Ludwig  ·
Nelissen ·
Nulens · 
Planckaert ·
Sergeant ·  
van de Vin ·
Van Lancker ·
van Orsouw · 
Vink · 
Zen ·
Zjdanov
Bouwmans ·
Cornillet ·
Jekimov ·
Laurent ·
Le Clerc ·
Mottet ·
Nelissen ·
Neljoebin ·
Nulens ·
Pensec ·
Planckaert ·
Sergeant ·
Talmant · 
Verhoeven ·
Wüst ·
Zjdanov ·
Jonker (stagiair) ·
Vasseur (stagiair)
Abdoezjaparov ·
Boscardin ·
Brasi ·
Bugno ·
Fidanza ·
Gotti · 
Imanaka ·
Martinelli ·
Oesjakov ·
Pelliccioli ·
Peron ·
Scirea ·
Totschnig ·
Wernli ·
Zjdanov ·
Baldinger (stagiair) ·
Pistore (stagiair)